# Ricke
Ricke (Franska:Zantafio) är en återkommande figur i den fransk-belgiska serien Spirou. Han är de båda hjältarnas, Spirou och Nickes, ärkefiende. Ricke liknar dessutom Nicke fysiskt då de båda är släkt. Ricke är dock svartmuskig medan Nicke är blond. Ricke är en mycket samvetslös figur med stora planer. I albumet Spirou och arvingarna slogs han med Nicke om ett arv deras farbror lämnat efter sig. I senare album blir han allt mer ondskefull och börjar lägga upp planer på att erövra världen. Till Rickes mer framgångsrika projekt måste man räkna hans period som diktator över den sydamerikanska republiken Palombia.
Ricke har ändrat utseende radikalt mellan olika album. I vissa (till exempel Spirou och arvingarna, Diktatorn och champinjonen) är han lång och stilig, med kortklippt lockigt hår. I andra (Guldmaskinen, Skuggan av Z) är han kort, med runt ansikte, rakt hår och lugg. 

## Ricke i "Spirous äventyr"
- "Spirou och arvingarna"
- "Diktatorn och champinjonen"
- "Det falska ansiktet"
- "Skuggan av Z"
- "Guldmaskinen"
- "Tora Torapa, mysteriernas ö"
- "Spirou i Moskva"
- "Mannen som inte ville dö"